# Hasta el Amanecer
Hasta el Amanecer  is een single van de Puerto Ricaanse/Dominicaanse zanger Nicky Jam. Een Engelse versie van de single ("With You Tonight") kwam uit op 2016.